# Athlétisme à l'Universiade d'été de 1979
Navigation
Sofia 1977 Bucarest 1981
Les épreuves d'athlétisme de l'Universiade d'été de 1979 se sont déroulées à Mexico, au Mexique.

## Podiums

### Hommes
| 100 m | Mike Roberson 10 s 19                                                                  | Leszek Dunecki 10 s 30                                                                | Ainsley Bennett 10 s 38                                                             |
| 200 m | Pietro Mennea 19 s 72 (WR)                                                             | Leszek Dunecki 20 s 24                                                                | Ainsley Bennett 20 s 42                                                             |
| 400 m | Harald Schmid 44 s 98                                                                  | Franz-Peter Hofmeister 45 s 12                                                        | Walter McCoy 45 s 90                                                                |
| 800 m | Evans White 1 min 48 s 87                                                              | Garry Cook 1 min 49 s 50                                                              | Hans-Peter Ferner 1 min 49 s 77                                                     |
| 1 500 m | Graham Williamson 3 min 45 s 37                                                        | Pierre Délèze 3 min 45 s 8                                                            | Richie Harris 3 min 46 s 4                                                          |
| 5 000 m | Ilie Floroiu 14 min 12 s 9                                                             | José Gómez 14 min 15 s 4                                                              | Enrique Aquino 14 min 18 s 0                                                        |
| 10 000 m | Ilie Floroiu 29 min 56 s 1                                                             | Enrique Aquino 30 min 16 s 4                                                          | Samuel Nyariki 30 min 49 s 1                                                        |
| 110 m haies | Andreï Prokofiev 13 s 50                                                               | Thomas Munkelt 13 s 50                                                                | Aleksandr Puchkov 13 s 55                                                           |
| 400 m haies | Harry Schulting 48 s 44                                                                | Vasyl Arkhypenko 48 s 60                                                              | James Walker 48 s 88                                                                |
| 3000 m steeple | Paul Copu 8 min 57 s 7                                                                 | Mariano Scartezzini 8 min 58 s 1                                                      | Michele Cina 9 min 08 s 7                                                           |
| 4 × 100 m | Italie Luciano Caravani Giovanni Grazioli Gianfranco Lazzer Pietro Mennea 38 s 42 (ER) | Côte d'Ivoire Patrice Ouré Amadou Meité Avognan Nogboum Georges Kablan Degnan 38 s 73 | France Jean Gracia Gabriel Brothier Pierrick Thessard Pascal Barré 39 s 07          |
| 4 × 400 m | États-Unis Fred Taylor Leslie Kerr Ronnie Harris Walter McCoy 3 min 0 s 98             | Pays-Bas Hugo Pont Koen Gijsbers Marcel Klarenbeek Harry Schulting 3 min 3 s 18       | Italie Stefano Malinverni Alfonso Di Guida Flavio Borghi Roberto Tozzi 3 min 3 s 80 |
| Saut en hauteur | Gerd Nagel 2,28 m                                                                      | Rolf Beilschmidt 2,28 m                                                               | Holger Marten 2,26 m                                                                |
| Saut à la perche | Władysław Kozakiewicz 5,60 m                                                           | Philippe Houvion 5,60 m                                                               | Patrick Abada 5,55 m                                                                |
| Saut en longueur | Valeriy Pidluzhnyy 8,16 m                                                              | Junichi Usui 8,05 m                                                                   | LaMonte King 7,99 m                                                                 |
| Triple saut | Willie Banks 17,23 m                                                                   | Jaak Uudmäe 17,20 m                                                                   | Roberto Mazzucato 16,87 m                                                           |
| Lancer du poids | Udo Beyer 20,49 m                                                                      | Reijo Ståhlberg 19,96 m                                                               | Nikolai Khristov 19,60 m                                                            |
| Lancer du disque | Wolfgang Schmidt 60,78 m                                                               | Markku Tuokko 59,82 m                                                                 | Antonín Wybraniec 58,32 m                                                           |
| Lancer du marteau | Klaus Ploghaus 75,74 m                                                                 | Manfred Hüning 75,68 m                                                                | Youri Sedykh 75,54 m                                                                |
| Lancer du javelot | Helmut Schreiber 88,68 m                                                               | Arto Härkönen 87,10 m                                                                 | Heino Puuste 82,62 m                                                                |
| Décathlon | Sepp Zeilbauer 8 203 pts                                                               | Jürgen Hingsen 8 033 pts                                                              | Heinz Antretter 7 868 pts                                                           |
| Records et Performances - AR : Record continental (area record) - CR : Record des championnats (championship record) - MR : Record du meeting (meet record) - NR : Record national (national record) - OR : Record olympique (olympic record) - PR : Record paralympique (paralympic record) - PB : Record personnel (personal best) - SB : Meilleure performance personnelle de la saison (season's best) - WL : Meilleure performance mondiale de l'année (world leader) - WJR : Record du monde junior (world junior record) - WR : Record du monde (world record) Circonstances et Conditions - DNF : N'a pas terminé (did not finish) - DNS : N'a pas pris le départ (did not start) - DQ : Disqualification (disqualification) - NM : Aucun essai valable enregistré (No Mark) - Q : Qualifié « directement » au prochain tour (ou à la prochaine compétition), lors d'une compétition majeure, grâce au classement ou à la réalisation des minima (automatic qualifier) - q : Qualifié au prochain tour (ou à la prochaine compétition), lors d'une compétition majeure, grâce au repêchage ou à la réalisation de l'une des meilleures performances parmi celles des « non qualifiés directement » (grâce au meilleur temps ou à la meilleure distance par exemple) (secondary qualifier) |                                                                                        |                                                                                       |                                                                                     |

### Femmes
| 100 m | Marlies Göhr 11 s 00                                                                     | Kathy Smallwood 11 s 27                                                  | Beverley Goddard 11 s 32                                                          |
| 200 m | Marita Koch 21 s 91                                                                      | Kathy Smallwood 22 s 70                                                  | Beverley Goddard 22 s 76                                                          |
| 400 m | Mariya Kulchunova 50 s 35                                                                | Rosalyn Bryant 51 s 35                                                   | Christina Brehmer 51 s 59                                                         |
| 800 m | Nadiya Mushta 2 min 00 s 50                                                              | Olga Dvirna 2 min 00 s 77                                                | Fita Lovin 2 min 00 s 81                                                          |
| 1 500 m | Natalia Mărăşescu 4 min 13 s 9                                                           | Olga Dvirna 4 min 14 s 5                                                 | Valentina Ilyinykh 4 min 14 s 6                                                   |
| 100 m haies | Lucyna Langer 12 s 62                                                                    | Danuta Perka 12 s 66                                                     | Vera Komisova 12 s 90                                                             |
| 4 × 100 m | Union soviétique Vera Komisova Tatyana Prorochenko Vera Anisimova Olga Korotkova 43 s 14 | Royaume-Uni Yvette Wray Kathy Smallwood Ruth Kennedy Bev Goddard 43 s 26 | France Odile Madkaud Jacqueline Curtet Marie-Pierre Philippe Chantal Réga 43 s 94 |
| Saut en hauteur | Andrea Mátay 1,94 m                                                                      | Ulrike Meyfarth 1,92 m                                                   | Sara Simeoni 1,92 m                                                               |
| Saut en longueur | Anita Stukāne 6,80 m                                                                     | Jodi Anderson 6,67 m                                                     | Tetyana Skachko 6,57 m                                                            |
| Lancer du poids | Ilona Slupianek 19,98 m                                                                  | Helma Knorscheidt 19,56 m                                                | Mihaela Loghin 19,29 m                                                            |
| Lancer du disque | Svetlana Melnikova 63,54 m                                                               | Evelin Jahl 63,00 m                                                      | Florenţa Ţacu 59,28 m                                                             |
| Lancer du javelot | Éva Ráduly-Zörgő 67,20 m                                                                 | Ivanka Vancheva 63,04 m                                                  | Mayra Vila 60,98 m                                                                |
| Pentathlon | Yekaterina Smirnova 4 497 pts                                                            | Sylvia Barlag 4 306 pts                                                  | Ina Losch 4 272 pts                                                               |
| Records et Performances - AR : Record continental (area record) - CR : Record des championnats (championship record) - MR : Record du meeting (meet record) - NR : Record national (national record) - OR : Record olympique (olympic record) - PR : Record paralympique (paralympic record) - PB : Record personnel (personal best) - SB : Meilleure performance personnelle de la saison (season's best) - WL : Meilleure performance mondiale de l'année (world leader) - WJR : Record du monde junior (world junior record) - WR : Record du monde (world record) Circonstances et Conditions - DNF : N'a pas terminé (did not finish) - DNS : N'a pas pris le départ (did not start) - DQ : Disqualification (disqualification) - NM : Aucun essai valable enregistré (No Mark) - Q : Qualifié « directement » au prochain tour (ou à la prochaine compétition), lors d'une compétition majeure, grâce au classement ou à la réalisation des minima (automatic qualifier) - q : Qualifié au prochain tour (ou à la prochaine compétition), lors d'une compétition majeure, grâce au repêchage ou à la réalisation de l'une des meilleures performances parmi celles des « non qualifiés directement » (grâce au meilleur temps ou à la meilleure distance par exemple) (secondary qualifier) |                                                                                          |                                                                          |                                                                                   |

## Tableau des médailles
| Rang  | Nation               | Or | Argent | Bronze | Total |
| ----- | -------------------- | -- | ------ | ------ | ----- |
| 1     | Union soviétique     | 8  | 4      | 6      | 18    |
| 2     | Allemagne de l'Est   | 5  | 4      | 1      | 10    |
| 3     | Roumanie             | 5  | 0      | 3      | 8     |
| 4     | Allemagne de l'Ouest | 4  | 4      | 4      | 12    |
| 5     | États-Unis           | 4  | 2      | 4      | 10    |
| 6     | Pologne              | 2  | 3      | 0      | 5     |
| 7     | Italie               | 2  | 1      | 4      | 7     |
| 8     | Royaume-Uni          | 1  | 4      | 4      | 9     |
| 8     | Pays-Bas             | 1  | 2      | 0      | 3     |
| 10    | Autriche             | 1  | 0      | 0      | 1     |
| 10    | Hongrie              | 1  | 0      | 0      | 1     |
| 12    | Finlande             | 0  | 3      | 0      | 3     |
| 13    | Mexique              | 0  | 2      | 1      | 3     |
| 14    | France               | 0  | 1      | 3      | 4     |
| 15    | Bulgarie             | 0  | 1      | 1      | 2     |
| 16    | Côte d'Ivoire        | 0  | 1      | 0      | 1     |
| 16    | Japon                | 0  | 1      | 0      | 1     |
| 16    | Suisse               | 0  | 1      | 0      | 1     |
| 19    | Cuba                 | 0  | 0      | 1      | 1     |
| 19    | Tchécoslovaquie      | 0  | 0      | 1      | 1     |
| 19    | Kenya                | 0  | 0      | 1      | 1     |
| Total | Total                | 34 | 34     | 34     | 102   |